# Copa Europea de la EHF femenina 2024-25
La Copa Europea de la EHF Femenina 2024-25 es la 32.ª temporada del tercer torneo de clubes de balonmano de Europa, organizado por la  Federación Europea de Balonmano (EHF), y la quinta temporada desde que pasó de llamarse Challenge Cup a Copa Europea de la EHF. El equipo español Atticgo BM Elche es el actual campeón y no defenderá el título tras clasificarse para la EHF European League.

## Formato de la competición
La competición se juega en formato de eliminatoria directa y las rondas se disputan en formato de ida y vuelta. En total, hay seis rondas que recorrer para ganar el trofeo (Ronda 2, Ronda 3, Octavos de final, Cuartos de final, Semifinales y Final).

## Clasificaciones
Tanto el número de equipos por país como el orden de competición se define gracias a una puntuación que otorga el desempeño en otros años de los equipos de cada uno de los países participantes. 
En la temporada 2024/25 se crea el siguiente ranking, 
| Rank | Asociación           | Puntos | Equipos |
| ---- | -------------------- | ------ | ------- |
| 1    | España               | 63.33  | 3       |
| 2    | Croacia              | 58.00  | 2       |
| 3    | Turquía              | 40.67  | 3       |
| 4    | Ucrania              | 26.00  | 1       |
| 5    | Serbia               | 24.00  | 2       |
| 6    | Eslovaquia           | 22.33  | 2       |
| 7    | República checa      | 18.67  | 2       |
| 8    | Portugal             | 15.00  | 3       |
| 9    | Grecia               | 14.67  | 5       |
| 10   | Islandia             | 14.00  | 2       |
| 11   | Islas Feroe          | 13.67  | 2       |
| 12   | Suiza                | 13.33  | 2       |
| 13   | Bielorusia           | 12.50  | 0       |
| 14   | Macedonia del Norte  | 11.67  | 2       |
| 15   | Italia               | 11.67  | 4       |
| 16   | Israel               | 10.67  | 0       |
| 17   | Países bajos         | 10.67  | 2       |
| 18   | Montenegro           | 9.00   | 1       |
| 19   | Polonia              | 8.67   | 1       |
| 20   | Bosnia y Herzegovina | 8.33   | 4       |
| 21   | Suecia               | 8.00   | 1       |
| 22   | Austria              | 6.67   | 3       |
| 23   | Luxemburgo           | 5.67   | 3       |
| 24   | Azerbaiyan           | 4.67   | 3       |
| 25   | Kosovo               | 4.67   | 3       |
| 26   | Malta                | 2.67   | 0       |
| 27   | Finlandia            | 1.33   | 0       |
| 28   | Lituania             | 1.00   | 2       |
| 29   | Bulgaria             | 0.67   | 0       |
| 30   | Eslovenia            | 0.67   | 2       |
| 31   | Chipre               | 0.33   | 2       |
| N/A  | Bélgica              | 0.00   | 1       |
| N/A  | Resto de países      | 0.00   | 0       |

## Equipos clasificados
La lista completa con los equipos clasificados para cada ronda se anunció el 9 de julio de 2024.
Las etiquetas entre paréntesis de la tabla siguiente muestran cómo cada equipo clasificó para el lugar de su ronda inicial:
- CE: Equipos campeones previos de la EHF European Cup
- CW: Ganadores de la Copa
- CR: Subcampeones de la Copa
- 1.º, 2.º, 3.º, 4.º, 5.º, etc.: Posición en la liga de la temporada anterior
  - SF: Posición en semifinales de la liga nacional
  - QF: Posición en cuartos de final de la liga nacional

| WAT Atzgersdorf (2.º)              | UHC Müllner Bau Stockerau (4.º)             | Greenpower JAGS Roomz Hotels (7.º) | Azeryol HC                               |
| Garabagh HC                        | Kur                                         | KTSV Eupen (2.º)                   | HRK Grude                                |
| RK Hadžići                         | ŽRK Borac                                   | ŽRK Krivaja                        | DC Dalmatinka Ploče (4.º)                |
| ŽRK Bjelovar (5.º)                 | Cyview Developers Latsia                    | Youth Union of Athienou            | Hazena Kynzvart (2.º)                    |
| DHC Slavia Praha (3.º)             | H71 (3.º)                                   | Vestmanna IF (4.º)                 | OFN Ionias (1.º)                         |
| AC PAOK (2.º, CW)                  | AESH Pylea Thessaloniki (3.º)               | Anagennisi Artas (4.º)             | AEP Panorama (5.º)                       |
| Valur (1.º)                        | Haukar (2.º)                                | SSV Brixen Südtirol (1.º)          | SSD Handball Erice ARL (2.º)             |
| Jomi Salerno (3.º)                 | A.S.D. Handball Cassa Rurale Pontinia (4.º) | KHF Istogu (1.º)                   | KHF Ferizaj (2.º, CW)                    |
| KHF Samadrexha (3.º)               | Cascada-HC Garliava SM (1.º)                | Žalgiris Kaunas (4.º)              | HB Dudelange (CW)                        |
| HB Red Boys Differdange            | HB Käerjeng (CW)                            | ZRK Tivat (2.º)                    | JuRo Unirek VZV (3.º)                    |
| Venéco VELO (4.º)                  | Westfriesland SEW (5.º)                     | WHC Cair Skopje (2.º)              | WHC Metalurg Avtokomanda (3.º)           |
| MKS Urbis Gniezno (4.º)            | Madeira Andebol SAD (1.º)                   | Colégio de Gaia (3.º)              | ADA Sao Pedro do Sul (4.º)               |
| ŽRK Železničar (2.º)               | ŽORK Jagodina (3.º)                         | MKS Iuventa Michalovce (2.º)       | HK Slovan Duslo Sala (3.º)               |
| ŽRK Mlinotest Ajdovščina (2.º, CW) | ŽRD Litija (3.º)                            | Costa del Sol Malaga (3.º)         | Conservas Orbe Zendal BM Porrino (4.º)}} |
| Caja Rural Aula Valladolid (6.º)   | Kristianstad HK (5.º)                       | SPONO Eagles (3.º)                 | HSC Kreuzlingen (4.º)                    |
| Görele BSK (5.º)                   | Bursa Büyüksehir BS (6º)                    | Üsküdar B.S.K. (7.º)               | HC Galychanka Lviv (1.º)                 |

## Rondas clasificatorias

### 2.ª Ronda
Un total de 64 equipos participan en la segunda ronda de la competición. Los partidos de ida se celebraron el 5 y el 6 de octubre de 2024, mientras que los partidos de vuelta se celebraron el 12 y 13 de octubre de 2024. El sorteo se realizó el 16 de julio de 2024.
Resultados
| Equipo 1                              | Agr.          | Equipo 2                         | Ida   | Vuelta |
| ------------------------------------- | ------------- | -------------------------------- | ----- | ------ |
| Görele BSK                            | 70–65         | WHC Metalurg Avtokomanda         | 36–28 | 34–37  |
| Hazena Kynzvart                       | 62–45         | ŽRD Litija                       | 32–22 | 30–23  |
| DC Dalmatinka Ploče                   | 55–45         | ŽRK Borac                        | 24–23 | 31–22  |
| SSV Brixen Südtirol                   | 37–70         | Conservas Orbe Zendal BM Porrino | 21–36 | 16–34  |
| SPONO Eagles                          | 48–58         | PAOK                             | 27–33 | 21–25  |
| ZRK Tivat                             | 43–72         | Bursa Büyüksehir BS              | 25–34 | 18–38  |
| Kristianstad HK                       | 67–48         | Westfriesland SEW                | 32–23 | 35–25  |
| KHF Istogu                            | 68–52         | AESH Pylea Thessaloniki          | 33–25 | 35–27  |
| HB Dudelange                          | 52–35         | Venéco VELO                      | 22–17 | 30–18  |
| Garabagh HC                           | 53–49         | HB Red Boys Differdange          | 27–24 | 26–25  |
| KTSV Eupen                            | 33–68         | Haukar                           | 16–38 | 17–30  |
| Cascada-HC Garliava SM                | 51–72         | SSD Handball Erice ARL           | 24–31 | 27–41  |
| Caja Rural Aula Valladolid            | 79–30         | KHF Ferizaj                      | 39–12 | 40–18  |
| Colégio de Gaia                       | 79–61         | KHF Samadrexha                   | 42–31 | 37–30  |
| ŽORK Jagodina                         | 62–46         | RK Hadžići                       | 30–27 | 32–19  |
| DHC Slavia Praha                      | 63–56         | ŽRK Mlinotest Ajdovščina         | 34–30 | 29–26  |
| H71                                   | 91–35         | Cyview Developers Latsia         | 50–14 | 41–21  |
| HSC Kreuzlingen                       | 43–54         | MKS Iuventa Michalovce           | 24–27 | 19–27  |
| UHC Müllner Bau Stockerau             | 42–70         | ŽRK Železničar                   | 27–38 | 15–32  |
| HB Käerjeng                           | 50–58         | WHC Cair Skopje                  | 24–26 | 26–32  |
| Kur                                   | 47–65         | OFN Ionias                       | 25–32 | 22–33  |
| Žalgiris Kaunas                       | 45–65         | Valur                            | 17–31 | 28–34  |
| Youth Union of Athienou               | 36–78         | HRK Grude                        | 21–39 | 15–39  |
| ADA Sao Pedro do Sul                  | 52–52 4–3 (p) | HK Slovan Duslo Sala             | 28–25 | 24–27  |
| Jomi Salerno                          | 53–48         | Vestmanna IF                     | 27–21 | 26–27  |
| Greenpower JAGS Roomz Hotels          | 44–57         | WAT Atzgersdorf                  | 19–27 | 25–30  |
| Azeryol HC                            | 38–68         | HC Galychanka Lviv               | 22–36 | 16–32  |
| A.S.D. Handball Cassa Rurale Pontinia | 47–63         | Costa del Sol Malaga             | 25–32 | 22–31  |
| Anagennisi Artas                      | 43–60         | Madeira Andebol SAD              | 20–30 | 23–30  |
| ŽRK Krivaja                           | 52–65         | JuRo Unirek VZV                  | 25–35 | 27–30  |
| ŽRK Bjelovar                          | 50–64         | Üsküdar B.S.K.                   | 26–32 | 24–32  |
| AEP Panorama                          | 34–57         | MKS Urbis Gniezno                | 17–31 | 17–26  |

### 3.ª Ronda
Los 32 equipos que se clasificaron en la segunda ronda participan en la tercera ronda. Los partidos de ida se celebraron entre el 9 y 10 de noviembre de 2024, mientras que los partidos de vuelta se celebraro el 16 y 17 de noviembre de 2024. El sorteo fue el 15 de octubre de 2024.
Resultados
| Equipo 1                         | Agr.  | Equipo 2                   | Ida   | Vuelta |
| -------------------------------- | ----- | -------------------------- | ----- | ------ |
| KHF Istogu                       | 62–78 | Hazena Kynzvart            | 30–44 | 32–34  |
| H71                              | 53–54 | PAOK                       | 23–31 | 30–23  |
| Conservas Orbe Zendal BM Porrino | 58–52 | Bursa Büyüksehir BS        | 34–26 | 24–26  |
| OFN Ionias                       | 50–43 | ŽORK Jagodina              | 27–20 | 23–23  |
| MKS Iuventa Michalovce           | 83–42 | HRK Grude                  | 44–20 | 39–22  |
| HC Galychanka Lviv               | 67–39 | Garabagh HC                | 33–20 | 34–19  |
| Üsküdar B.S.K.                   | 45–64 | Madeira Andebol SAD        | 25–28 | 20–36  |
| Costa del Sol Malaga             | 56–38 | ADA Sao Pedro do Sul       | 32–15 | 24–23  |
| ŽRK Železničar                   | 41–55 | Caja Rural Aula Valladolid | 20–32 | 21–23  |
| MKS Urbis Gniezno                | 56–44 | SSD Handball Erice ARL     | 30–18 | 26–26  |
| Jomi Salerno                     | 52–61 | DHC Slavia Praha           | 20–32 | 32–29  |
| Görele BSK                       | 58–70 | WAT Atzgersdorf            | 32–35 | 26–35  |
| Valur                            | 56–48 | Kristianstad HK            | 27–24 | 29–24  |
| Colégio de Gaia                  | 51–57 | WHC Cair Skopje            | 25–29 | 26–28  |
| HB Dudelange                     | 52–66 | JuRo Unirek VZV            | 22–30 | 31–36  |
| DC Dalmatinka Ploče              | 39–41 | Haukar                     | 23–24 | 16–17  |

## Octavos de final (Last 16)
Los partidos de ida de los octavos de final se celebrarán el 11 y 12 de enero de 2025, mientras que los partidos de vuelta se celebrarán el 18 y 19 de enero de 2025. El sorteo será el 19 de noviembre de 2024.
Resultados
| Equipo 1             | Agr.  | Equipo 2                         | Ida   | Vuelta |
| -------------------- | ----- | -------------------------------- | ----- | ------ |
| OFN Ionias           | –     | JuRo Unirek VZV                  | 34–21 | –      |
| DHC Slavia Praha     | –     | WHC Cair Skopje                  | 20–31 | -      |
| HC Galychanka Lviv   | 46–50 | Haukar                           | 24–26 | 22–24  |
| WAT Atzgersdorf      | –     | Conservas Orbe Zendal BM Porrino | 18–42 | -      |
| Costa del Sol Malaga | 51–56 | Valur                            | 25–25 | 26–31  |
| Madeira Andebol SAD  | 60–61 | Hazena Kynzvart                  | 33–34 | 27–27  |
| AC PAOK              | 57–39 | MKS Iuventa Michalovce           | 30–22 | 17–27  |
| MKS Urbis Gniezno    | –     | Caja Rural Aula Valladolid       | 33–34 | –      |

## Cuartos de final
Los partidos de ida se celebrarán el 15 y 16 de febrero de 2025, mientras que los de vuelta se celebrarán el 22 y 23 de febrero de 2025. El sorteo tendrá lugar el 21 de enero de 2025.
Resultados
| Equipo 1                         | Agr.  | Equipo 2          | Ida   | Vuelta |
| -------------------------------- | ----- | ----------------- | ----- | ------ |
| Conservas Orbe Zendal BM Porrino | 50-41 | OFN Ionias        | 23-15 | 27-26  |
| Hazena Kynzvart                  | 57-51 | Haukar            | 35-24 | 22-27  |
| MKS Iuventa Michalovce           | 62–43 | MKS Urbis Gniezno | 36-21 | 26–22  |
| Valur                            | 49–44 | DHC Slavia Praha  | 27-22 | 22–22  |

## Semifinales
Los partidos de ida se celebrarán el 22 y 23 de marzo de 2025, mientras que los partidos de vuelta se celebrarán el 29 y 30 de marzo de 2025. El sorteo tendrá lugar el 21 de enero de 2025.
Resultados
| Equipo 1                         | Agr.  | Equipo 2        | Ida   | Vuelta |
| -------------------------------- | ----- | --------------- | ----- | ------ |
| Conservas Orbe Zendal BM Porrino | 61–55 | Hazena Kynzvart | 25–23 | 20–30  |
| MKS Iuventa Michalovce           | 45–53 | Valur           | 25–23 | 20–30  |

## Final
El partido de ida se celebró el 10 de mayo de 2025, mientras que el partido de vuelta se celebró el 17 de mayo de 2025.
| Equipo 1                         | Agr.  | Equipo 2 | Ida   | Vuelta |
| -------------------------------- | ----- | -------- | ----- | ------ |
| Conservas Orbe Zendal BM Porrino | 53-54 | Valur    | 29–29 | 24-25  |

| 10 de mayo de 2025 | Conservas Orbe Zendal BM Porrino | 29-29             | Valur                       | Pabellón municipal de Porriño, Pontevedra                                           |                                                                                     |
| 17:00              | 4× 1× 29 Micaela Casasola 10     | [reporte Reporte] | 7× 20 Anna Ásgeirsdóttir 11 | Asistencia: 2000 espectadores Árbitro(s): Ioannis Fotakidis, Charalampos Kinatzidis | Asistencia: 2000 espectadores Árbitro(s): Ioannis Fotakidis, Charalampos Kinatzidis |

| 17 de mayo de 2025 | Valur                      | 25-24             | Conservas Orbe Zendal BM Porrino | N1 höllin, Reykjavik                                                     |                                                                          |
| 15:00              | 5× 25 Anna Ásgeirsdóttir 6 | [reporte Reporte] | 3× 24 Paulina Buforn 6           | Asistencia: 1789 espectadores Árbitro(s): Titouan Picard, Pierre Vauchez | Asistencia: 1789 espectadores Árbitro(s): Titouan Picard, Pierre Vauchez |